# Loïc Berthouloux
Loïc Berthouloux, né le 14 avril 1957 à Rabat (Maroc), est un footballeur français.

## Biographie
Cet attaquant est finaliste de la Coupe de France avec l'US Orléans en 1980. 
En 1982, victime d'un grave accident de voiture, Loïc Berthouloux doit être opéré à l’œil et mettre un terme à sa carrière de joueur.

## Palmarès
- Finaliste de la Coupe de France 1980 avec l'US Orléans

## Référence
1. ↑  (en) « Loïc Berthouloux », sur soccerdatabase.eu (consulté le 24 septembre 2014)